# Hellmuth Passarge
Hellmuth Passarge (* 4. November 1894 in Königsberg i.Pr.; verschollen seit 1945) war ein deutscher Schauspieler, ein klassischer Kleindarsteller im Unterhaltungsfilm des Dritten Reichs. 

## Leben
Der gebürtige Ostpreuße kam nach seinem Militärdienst im Ersten Weltkrieg 1919 zum Theater und trat zunächst am Stadttheater des heimatlichen Königsberg auf. Anschließend wirkte er in der ostdeutschen Provinz (z. B. am Stadttheater von Ratibor in Oberschlesien), ehe er zu Beginn der 1930er Jahre nach Berlin kam. Dort sollte er zwar kein Festengagement mehr von der Bühne erhalten, fand aber seit Ende 1931 eine Fülle von Aufgaben als Klein- bis Kleinstdarsteller beim Film. 
Passarge spielte Chauffeure und Bergarbeiterkumpel, Briefträger und Polizisten, Matrosen und Maschinisten, Pferdehändler und Soldaten, Arbeiter und Verkäufer. Inmitten des Zweiten Weltkriegs kehrte er noch mal zum Theater zurück und schloss sich in der Spielzeit 1942/43 dem Gastspielunternehmen von Philipp Mößner an. Passarge stand 1944 in der Gottbegnadeten-Liste des Reichsministeriums für Volksaufklärung und Propaganda.
Bei Kriegsende verliert sich Passarges Spur, möglicherweise fiel er in den letzten Kriegstagen.

## Filmografie
- 1931: Hallo Hallo! Hier spricht Berlin!
- 1932: Die Gräfin von Monte Christo
- 1932: Jonny stiehlt Europa
- 1932: Husarenliebe
- 1933: Ein Lied für Dich
- 1933: Walzerkrieg
- 1933: Das Lied der Sonne
- 1934: Der ewige Traum
- 1934: Der letzte Walzer
- 1934: Ein Mann will nach Deutschland
- 1934: Ihr größter Erfolg
- 1934: Liebe, Tod und Teufel
- 1934: Die törichte Jungfrau
- 1935: Ein falscher Fuffziger
- 1935: Lärm um Weidemann
- 1935: Die klugen Frauen
- 1935: Mazurka
- 1936: Heißes Blut
- 1936: Boccaccio
- 1936: Verräter
- 1936: Ein Mädel vom Ballett
- 1936: Port Arthur
- 1937: Menschen ohne Vaterland
- 1937: Und du mein Schatz fährst mit
- 1937: Madame Bovary
- 1937: Streit um den Knaben Jo
- 1937: Zu neuen Ufern
- 1937: Das Geheimnis um Betty Bonn
- 1938: Rätsel um Beate
- 1938: Ballade
- 1938: Großalarm
- 1938: Geheimzeichen LB 17
- 1938: Am seidenen Faden
- 1938: Steputat & Co
- 1938: Pour le mérite
- 1938: Aufruhr in Damaskus
- 1939: Paradies der Junggesellen
- 1939: Kennwort Machin
- 1939: Johannisfeuer
- 1939: Zwielicht
- 1939: Leidenschaft
- 1940: Polterabend
- 1940: Der Fuchs von Glenarvon
- 1940: Jud Süß
- 1941: … reitet für Deutschland
- 1941: Immer nur Du
- 1941: Heimaterde
- 1942: Diesel
- 1942: Fahrt ins Abenteuer
- 1942: Gefährtin meines Sommers
- 1943: Ein Mann mit Grundsätzen?
- 1943: Die goldene Spinne
- 1944: Der Mann, dem man den Namen stahl
- 1944/48: Intimitäten
- 1944/48: Fahrt ins Glück
- 1944/54: Ein toller Tag
- 1945: Der Erbförster
- 1945: Die Schenke zur ewigen Liebe (unvollendet)